# Ruiselede
Ruiselede är en kommun i Belgien.   Den ligger i provinsen Västflandern och regionen Flandern, i den västra delen av landet, 70 km väster om huvudstaden Bryssel. Antalet invånare är 5 196.
Omgivningarna runt Ruiselede är en mosaik av jordbruksmark och naturlig växtlighet. Runt Ruiselede är det ganska tätbefolkat, med 214 invånare per kvadratkilometer.